# Joc diabòlic
Joc diabòlic (títol original: Witchboard, de vegades també titulada Ouija) és una pel·lícula américano-britànica realitzat per Kevin Tenney, estrenada l'any 1986. Ha estat doblada al català.

## Argument
Jim i Linda, decidits a viure junts, es muden a una mansió victoriana al petit poble de Fairfield. Per celebrar la seva nova llar donen una festa en el transcurs de la qual Brandon introdueix tots els convidats en el joc de l'"Ouija". Després de contactar amb l'esperit del petit David, Linda (diabòlicament obsessionada amb el joc) comença a jugar sola amb el tauler i comença a distanciar-se de Jim i a atreure's problemes.

## Repartiment
- Todd Allen: Jim Morar
- Clare Bristol: Anchorwoman
- Burke Byrnes: Tinent Dewhurst
- Tawny Kitaen: Linda Brewster
- Rosa Casa: Mrs. Moses
- Kathleen Wilhoite: Zarabeth

## Al voltant de la pel·lícula
La pel·lícula ha tingut dues continuacions: Witchboard II: The Devil's Doorway l'any 1993 i Witchboard III: The Possession l'any 1995.